# 鐵血戰士
是一部1987年美国科幻驚悚動作片，由约翰·麦提南執導，阿诺德·施瓦辛格主演。1987年6月12日在美國上映。電影上映後獲得了成功的票房，但評價卻褒貶不一；主要被批評劇情太過薄弱、簡單，但數年後，影評人對本片改觀，被認為是一部相當具娛樂性的科幻動作片。之后又相继推出了多部续集电影、漫画和电子游戏等。

## 劇情
艾倫·薛弗是美國特種部隊小組長，奉命率隊前往中美洲叢林執行秘密救援任務並蒐集情報。在任務完成時，他們俘虜了一名女性，隨後啟程向集合地點前進。途中遭遇不明敵人侵襲，小組成員接連被殺，僅剩艾倫與女戰俘兩人。
艾倫在跌落泥水池後，終於發現對手是身著可隐形盔甲的外星戰士（即铁血战士），而且無法「看到」全身沾滿泥漿的自己。艾倫利用地形地物佈置陷阱，歷經許多艱險後，終於逃过铁血战士的微型炸弹，最终被美军救起，返回美国。

## 演員
| 演員                                | 角色                                          | 備註 |
| 阿諾·史瓦辛格 Arnold Schwarzenegger | 艾倫·「達奇」·薛佛 Alan "Dutch" Schaefer      | 美軍少校 擅長打游擊戰，曾與迪倫駐守越南峴港及柬埔寨。本作生還者之一，並在往後的系列作也曾提及。 達奇的全名從未在電影中透露，雖然劇本、小說和一些商品都將他的名字稱為艾倫·「達奇」·薛佛。 |
| 卡爾·韋瑟斯 Carl Weathers           | 喬治·迪倫 George Dillon                       | 艾倫的舊拍檔 現為中情局探員，使用H&K MP5衝鋒槍 |
| 艾爾皮迪雅·卡洛里 Elpidia Carrillo  | 安娜·岡薩維斯 Anna Gonsalves                  | 本作另一生還者 操西班牙口音 |
| 比爾·杜克 Bill Duke                 | 麥克·艾略特 Mac Eliot                         | 美軍中士 |
| 理查德·查韋斯 Richard Chaves        | 荷黑·「彭丘」·拉米雷茲 Jorge "Poncho" Ramirez | 六發轉輪式40mm榴彈槍手 |
| 傑西·溫圖拉 Jesse Ventura           | 布萊恩·庫帕 Blain Cooper                      | M134迷你砲（Minigun）機槍手 |
| 索尼·蘭德漢姆 Sonny Landham         | 比利·索爾 Billy Sole                          | 印地安人血統 擅長用刀與追蹤 |
| 沙恩·布萊克 Shane Black             | 瑞克·霍金斯 Rick Hawkins                      | 無線電操作員 技術專家，使用HK MP5衝鋒鎗 |
| R·G·阿姆斯壯 R. G. Armstrong        | 荷馬·菲利浦 Homer Phillips                    | 少將 |
| 凱文·彼得·霍爾 Kevin Peter Hall     | 終極戰士 The Predator                         | 主要反派，神秘的外星戰士 |

## 电子游戏
Family Computer
- 铁血战士

超级任天堂
- 異形戰場

街機
- 異形戰場